# 四国地方の貸切バス事業者
四国地方の貸切バス事業者（しこくちほうのかしきりバスじぎょうしゃ）は、四国地方で貸切バス事業を営む（または、過去に営んでいた）事業者の一覧。
- 各事業者は原則的に本社所在地または、支社・営業所が所在する県に掲載するものとする。
- ▲印は会社事情により貸切バス事業を休止もしくは終了した事業者。

## 徳島県
- 阿波交通
- 市場交通
- 海部観光
- 四国交通
- 徳島バス
- 徳島西部交通
- 藤西阿観光
- 三野交通

## 香川県
- 大川自動車
- ことでんバス
- 琴参タクシー（現法人は西讃観光が旧法人から事業譲渡のために新たに設立されたもので、琴参バスとは一切無関係）
- 琴参バス
- 四国中央観光
- 西讃観光
- 小豆島交通
- 第一観光
- 東交バス
- マルイ観光バス
- 屋島観光バス

## 愛媛県
- いずみ観光
- 伊予鉄バス
- 宇和島自動車
- 肱南観光バス
- 瀬戸内運輸
- 瀬戸内しまなみリーディング
- 瀬戸内海交通

## 高知県
- 黒岩観光
- 県交北部交通
- 高知駅前観光
- 高知高陵交通
- 高知西南交通
- 高知東部交通
- 四万十交通
- とさでん交通
- 嶺北観光自動車